# マールテン・デ・フォス
マールテン・デ・フォス (Marten de Vos, Maartenとも 1532年–1603年)は、アントウェルペンで16世紀後半に活躍した画家である。

## 生涯
アントウェルペンで生まれた。父親のピーテル・デ・フォスはライデンの出身で、父親やフランス・フロリス(1519/1520-1570)から絵を学んだ。徒弟時代が終わると、ローマ、フィレンツェ、ヴェネツィアに修行に出て、マニエリスム様式を取り入れた。彼はまたヴェネツィア派の色彩の影響を受けており、ティントレットの工房で働いた経験があるのではないかと考えられている。。
1558年にイタリアから戻ると、アントウェルペンの聖ルカ組合の親方になった。アントウェルペンの船主の支援を受けるようになり絵の注文も得られ1560年までには結婚し、画家になった2人の息子、 Daniel (1568–1605) と Marten (1576–1613)が生まれた。
1566年に起きたイコノクラスム（聖像破壊運動）の後、デ・フォスはアントウェルペンでカトリック教会の再建のための祭壇画を多く手掛けた。その中にはアントウェルペンの聖ルカ組合のための『聖母を描く聖ルカ』(1602)や、商人たちの組合のために描かれた『カナでの婚宴』(1597)がある。 彼の甥であるウィレム・デ・フォスも画家となった。
1564年から1600年の間、工房を運営し、後に建築家、技術者となったヴェンツェル・コーベルヘル(Wenzel Coebergher)がフォスの工房で働いた。

## 作品

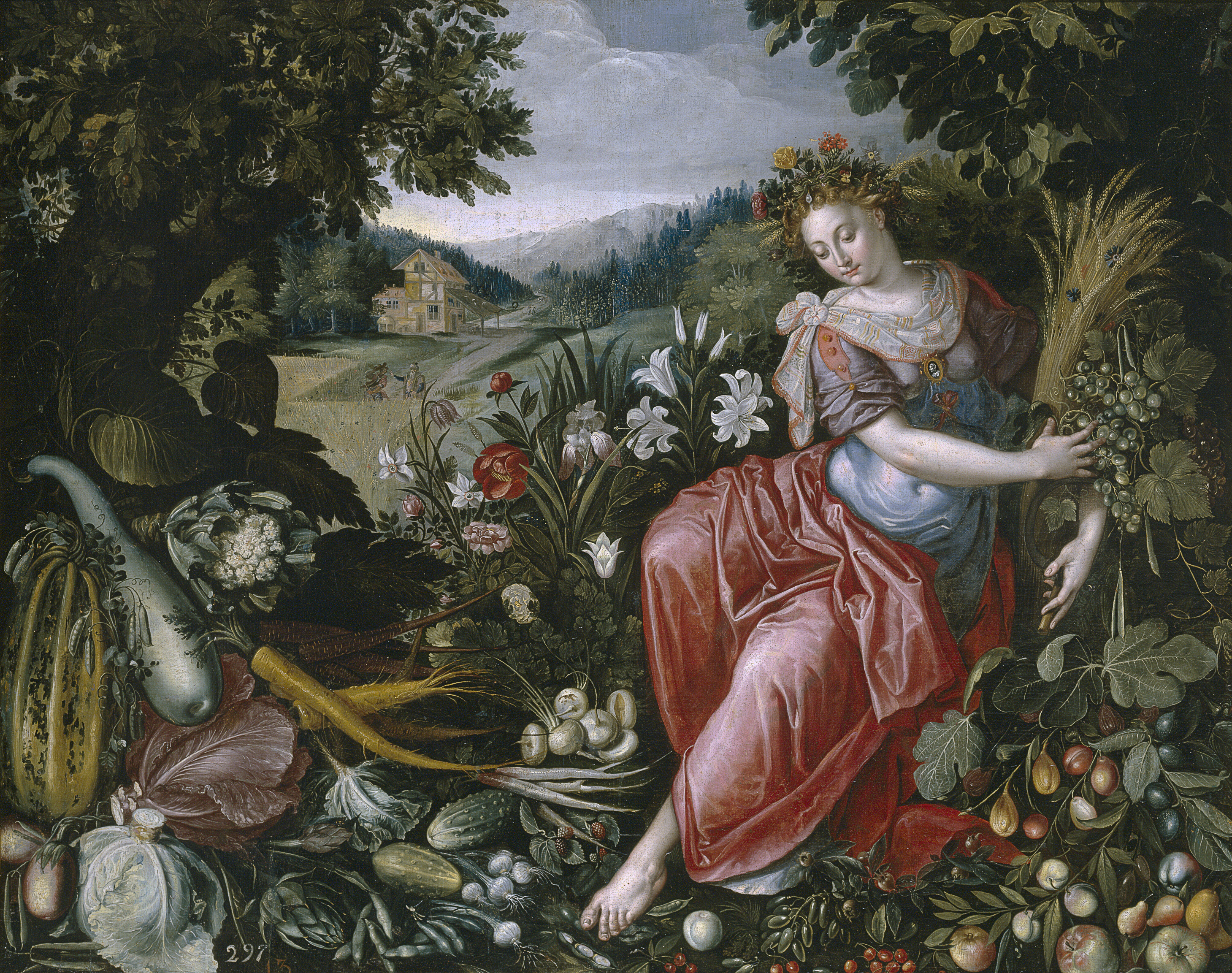
大地
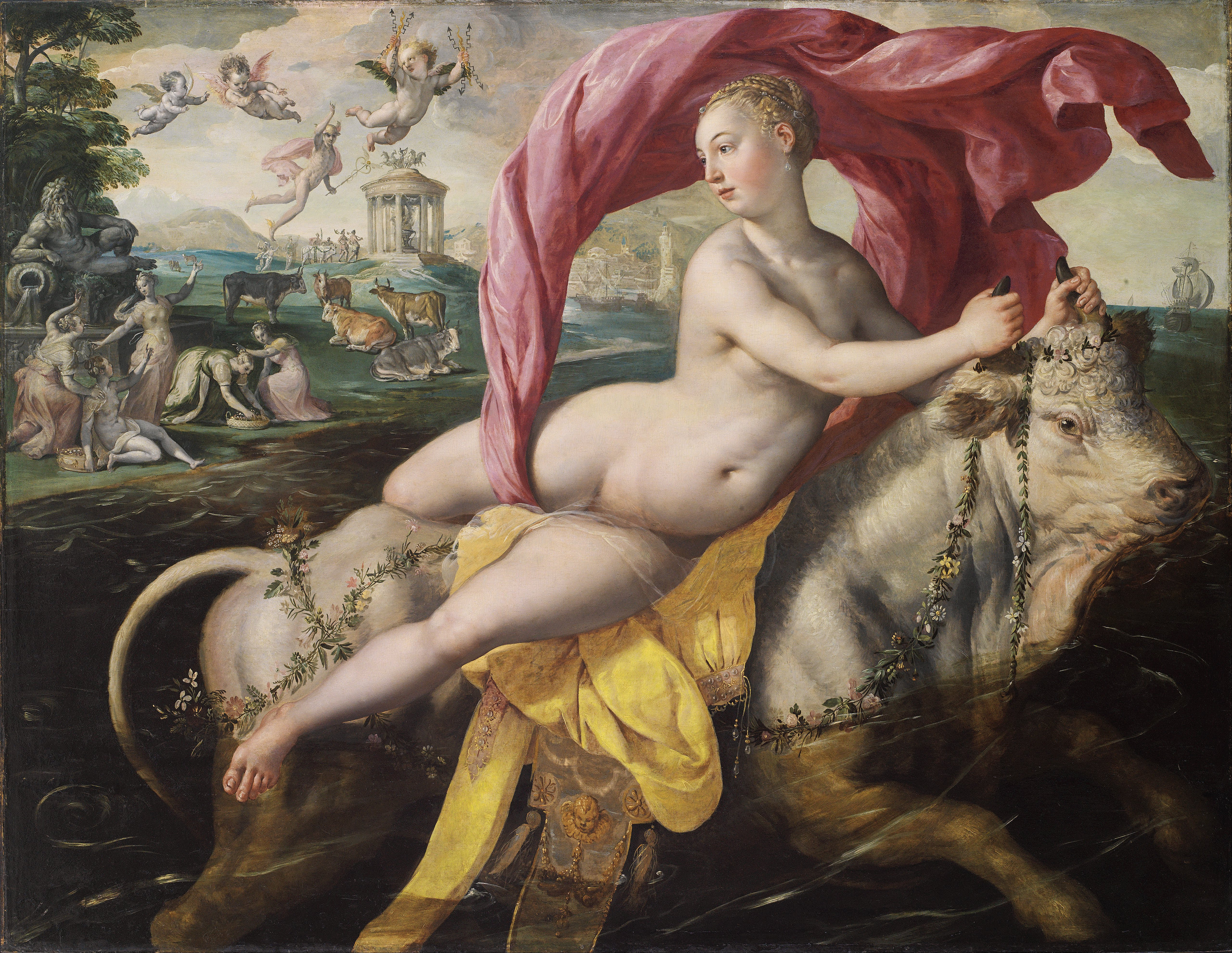
エウロペの略奪、ビルバオ美術館蔵
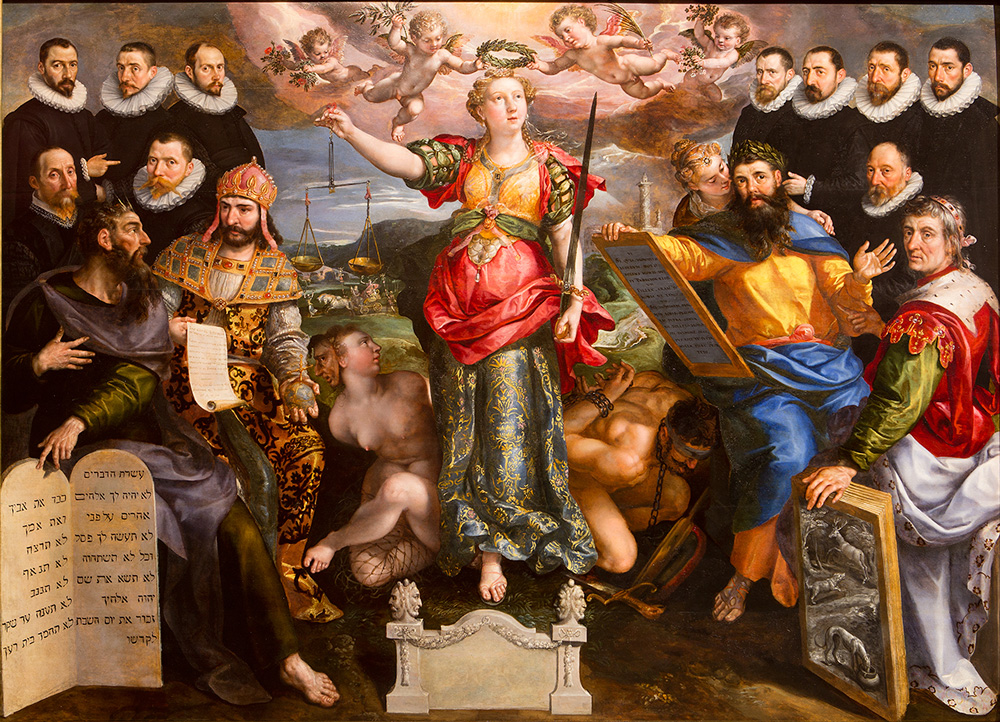
The Tribunal of the Brabant Mint in Antwerp

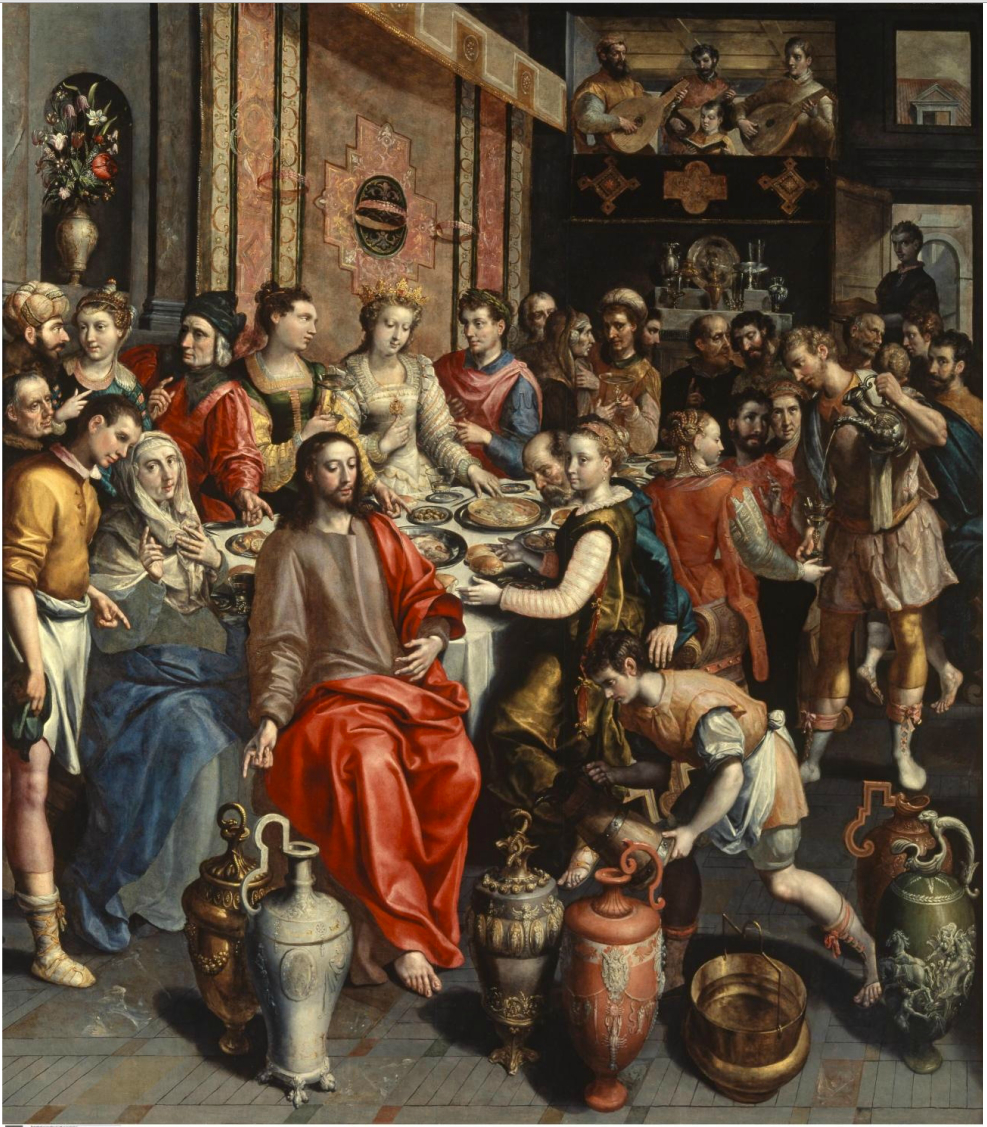
『カナでの婚宴』 聖母大聖堂、アントウェルペン
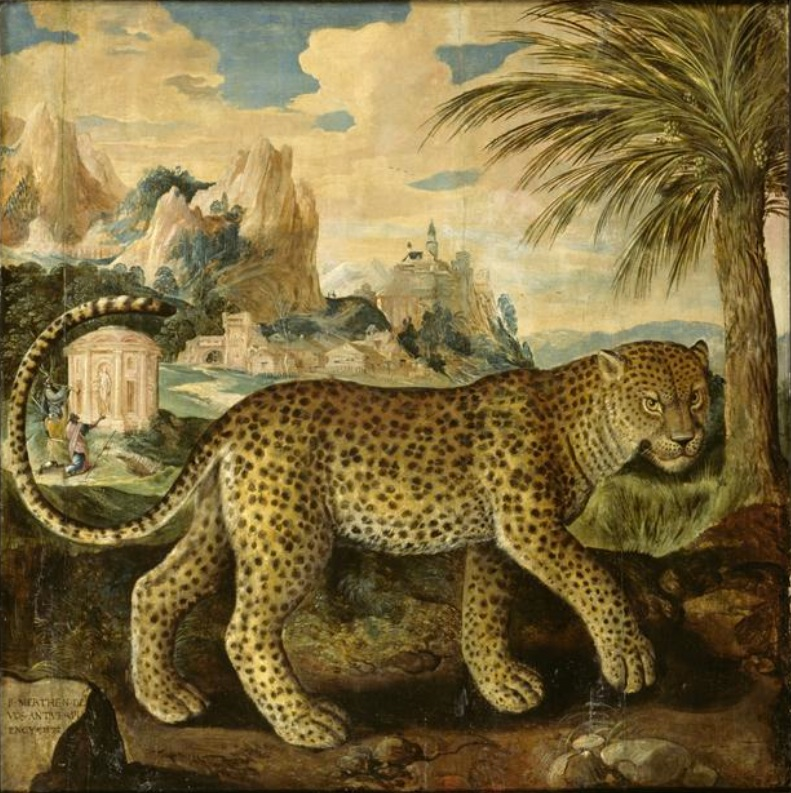
Leopard
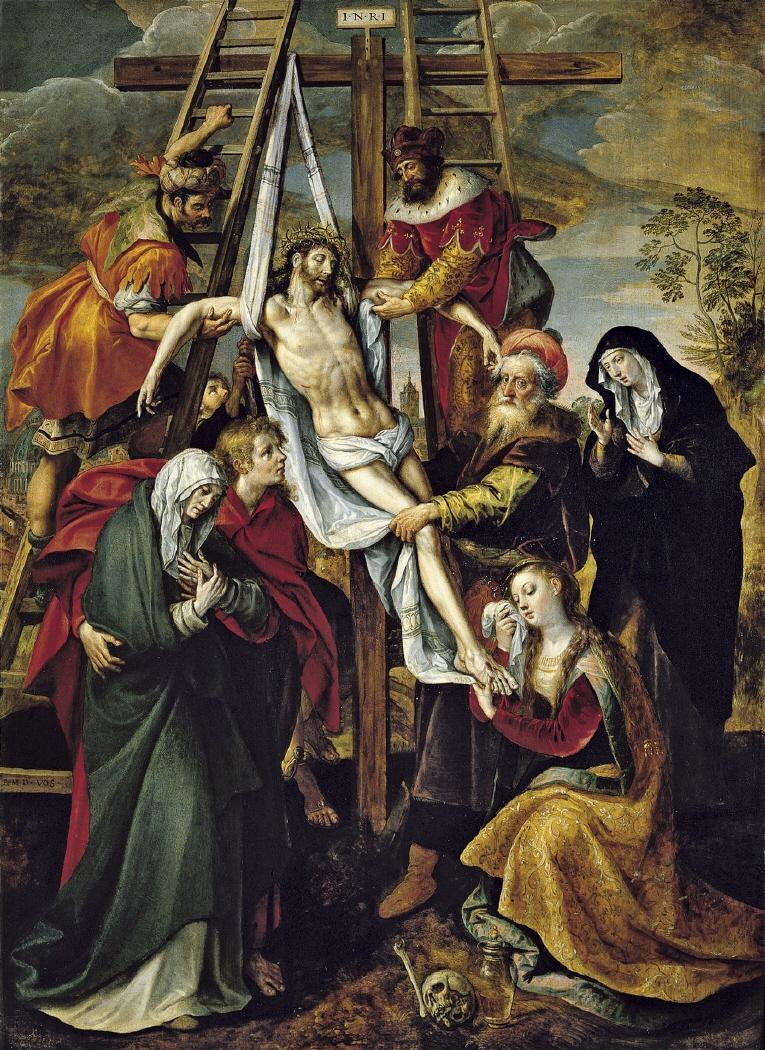
十字架降架
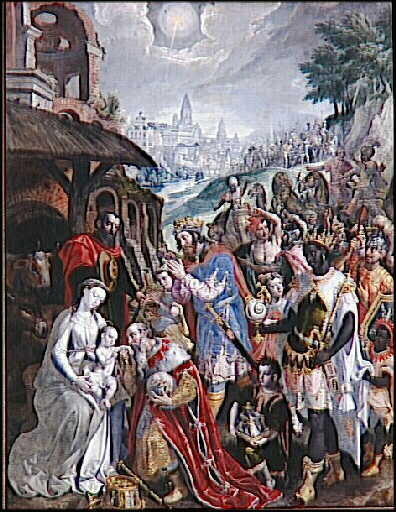
東方三博士の礼拝

## 参照
1. ↑  Kristin Lohse Belkin. Rubens. w:Phaidon Press, 1998 (pp. 22-24). ISBN 0-7148-3412-2
2. ↑  Christiaan Schuckman: "Vos, Marten [Maarten; Maerten] de, the elder" Grove Art Online. w:Oxford University Press, [accessed 17 May 2007].